# Joseph Graf
Joseph Graf (* in Vollmer/Volmar/Kopenka/Lugowojin, Wolga-Gebiet, Russisches Kaiserreich; † nach 1930 in der Sowjetunion) war ein deutsch-russischer römisch-katholischer Geistlicher und Märtyrer. 

## Leben
Joseph Graf stammte aus einer wolgadeutschen Familie im Bistum Tiraspol. Er studierte Theologie am Priesterseminar Saratow und wurde am 25. August 1882 zum Priester geweiht. Die Stationen seines seelsorglichen Wirkens waren 
Mariental (bis zum 1. Oktober 1897), Hölzel/Neuendorf/Kotschetnoje, Taganrog (ab 2. Oktober 1903), Simferopol. Am 19. Oktober 1927 wurde er auf der Krim festgenommen und am 9. Januar 1930 zu 6 Jahren Lagerhaft verurteilt. Seitdem ist er verschollen.

## Gedenken
Die Römisch-katholische Kirche in Deutschland nahm Pfarrer Joseph Graf als Märtyrer in das deutsche Martyrologium des 20. Jahrhunderts auf.